# Rodolfo Luís Weber
Rodolfo Luís Weber (ur. 30 sierpnia 1963 w Bom Princípio) – brazylijski duchowny katolicki, arcybiskup Passo Fundo od 2015.

## Życiorys
5 stycznia 1991 otrzymał święcenia kapłańskie i został inkardynowany do archidiecezji Porto Alegre. Po kilkuletnim stażu wikariuszowskim został wicerektorem seminarium w Viamão, zaś w latach 2000-2007 piastował urząd jego rektora. W 2008 został proboszczem w Gravataí.
25 lutego 2009 papież Benedykt XVI mianował go biskupem-prałatem prałatury terytorialnej Cristalândia. Sakry biskupiej udzielił mu 15 maja 2009 metropolita Porto Alegre - arcybiskup Dadeus Grings.
2 grudnia 2015 papież Franciszek mianował go arcybiskupem metropolitą Passo Fundo.